# Pohjola

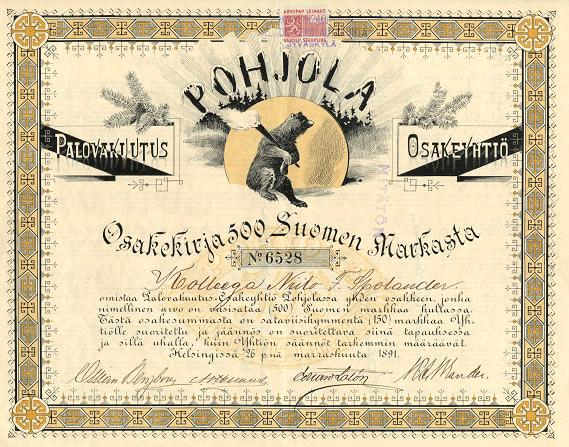

Pohjola è una località a cui fa riferimento la mitologia finlandese, identificando in Pohja il centro della terra del Nord, la regione polare, e nel regno del Kaleva, la terra dei Sami. La parola pohja in finlandese corrente significa fondo, fondamenta, base, e dà origine alla parola pohjois che significa nord.
Nel mondo reale, Pohjola include territori della Lapponia e dell'antico Kainuu. Pohjola può anche essere pensata semplicemente come luogo mitico, la fonte del Male, una lontana terra del Nord, ostile e fredda, da cui provengono le malattie e il gelo. Pohjola è nemica di Väinölä, la terra di Kaleva.
Nella mitologia, la Signora di Pohjola è Louhi, una strega malvagia dotata di grandi poteri. Il grande fabbro Seppo Ilmarinen forgia Sampo su suo ordine e gliela consegna in pagamento per ottenere la mano di sua figlia. Sampo è una magica macina di abbondanza (come la Cornucopia), che produce abbondanza per la gente di Pohjola, ma il suo coperchio è un simbolo della volta celeste, trapuntata di stelle, che ruota attorno ad un asse o colonna centrale del mondo.
Altri personaggi del Kalevala cercarono il matrimonio con le figlie di Pohjola. Questi comprendono l'avventuriero Lemminkäinen e il grande saggio Väinämöinen. Louhi richiese ad essi miracoli simili alla forgiatura di Sampo, come abbattere il Cigno di Tuonela. Quando il pretendente riusciva ad ottenere una figlia, matrimoni e grandi feste si tenevano nel salone di Pohjola.
Le fondamenta della colonna del mondo, le radici di questo "albero del mondo", erano situate, dal punto di vista della mitologia finnica, in un punto appena oltre l'orizzonte settentrionale, nel Pohjola. La forgiatura di Sampo e lo sfruttamento della sua abbondanza da parte della strega Louhi, all'interno di una grande montagna nella zona più oscura del Pohjola; la lotta e la guerra delle genti del sud per liberare Sampo e usarla per i propri bisogni, e la conseguente rottura di Sampo e la perdita dell'importante coperchio (che implica la rottura dell'albero del mondo al polo nord) costituiscono assieme il nucleo del materiale del Kalevala.